# Musée Jeanne-d'Aboville
Le musée Jeanne d’Aboville est un musée d’art français situé à La Fère (Aisne), dans les Hauts-de-France qui est labellisé « Musée de France ». Ouvert toute l’année, il présente une collection composée d’environ 400 peintures, essentiellement flamandes et hollandaises, issue du legs de la comtesse d'Héricourt à la ville en 1860. Il présente également un département d’archéologie locale.

## Constitution de la collection

### Le legs Héricourt de Valincourt

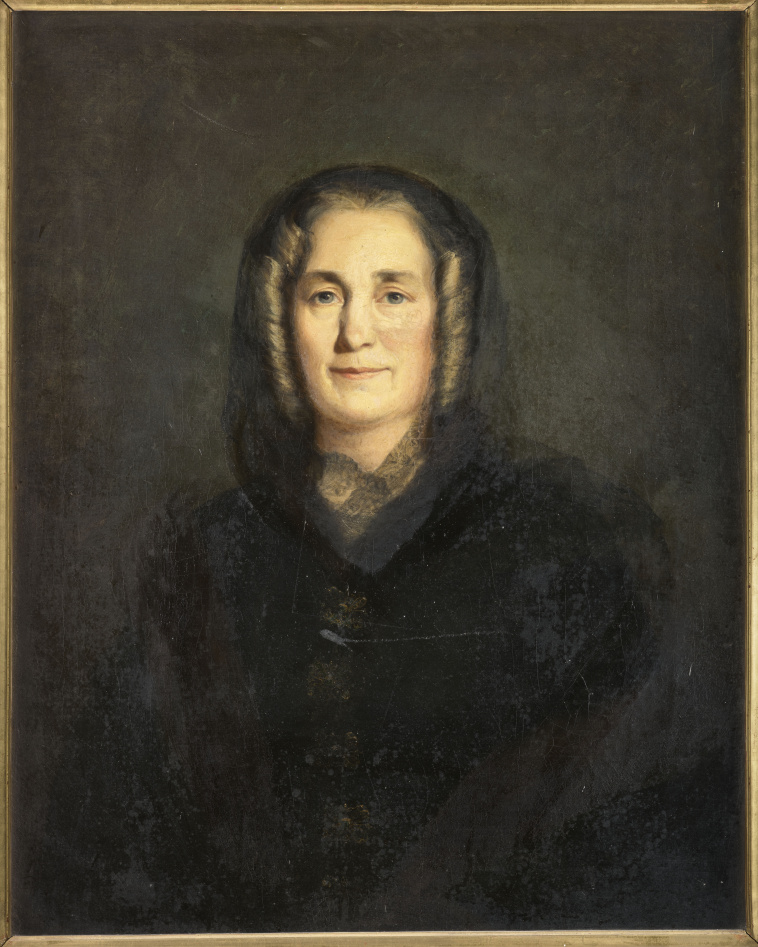
Portrait de Jeanne d'Aboville, mère de la fondatrice

La collection du musée tire son origine du legs de la comtesse d’Héricourt de Valincourt, née Gabrielle Uranie Le Maistre (1798-1875), qui légua par testament en date du 24 septembre 1860 la totalité de sa collection de tableaux à la ville de La Fère pour en faire un musée, à la condition que celui-ci portât le nom de sa mère  - Jeanne Gabrielle d'Aboville (1772-1853) -  « qui lui avait permis de se livrer au goût des arts ».
Issue de la noblesse locale de La Fère, sa ville natale, la comtesse d'Héricourt de Valincourt était une passionnée d’art et très bonne musicienne.
Elle avait de fortes attaches dans la place forte qu’était alors La Fère, et la comtesse s’inscrivit par son legs dans cette volonté de marquer son attachement à la ville.

### Construction du musée
Une partie de la collection fut présentée dès 1869, et la construction de l’actuel bâtiment fut entreprise dans les années 1880. La totalité du fonds du musée fut exposée à partir de 1881, six ans après la mort de la comtesse d’Héricourt, survenue le 17 novembre 1875.
La collection était alors présentée selon la mode de l’époque, sur des murs entièrement recouverts de tableaux, accrochés cadre contre cadre.

### Ajouts postérieurs
Le musée reçut un autre legs bien plus tard, cette fois-ci constitué d’un ensemble de pièces archéologiques issues de fouilles effectuées dans la région, dans le village de Versigny. Léguée dans les années 1980 par Pierre Foulon, cette collection est constituée de petites pièces diverses allant de la Préhistoire au Haut Moyen Âge, avec une dominante de l’Antiquité.

## Collections

### Spécificité de la collection
Ces collections sont presque entièrement constituées de la donation de 500 tableaux par la comtesse d’Héricourt. Il en subsiste un peu moins de 400, car il y eut de nombreuses pertes et destructions durant les guerres qui entraînèrent l'évacuation des collections à trois reprises : lors du conflit de 1870, puis de la Première et de la Seconde Guerre mondiale.
Collection d'amateurs de goût, celle-ci est singulière pour l’époque, notamment par la présence de Primitifs flamands (XVe et XVIe siècles) et pour ses paysages italianisants de peintres hollandais.
La collection se caractérise par une unité de ton, les sujets privilégiant souvent l’intériorité et l’intimité et évoquant le calme champêtre plutôt que l’exubérance et la passion. Le goût pour la Nature est mis en avant à de nombreuses reprises et témoigne d’une sensibilité raffinée.

### Salle des Primitifs

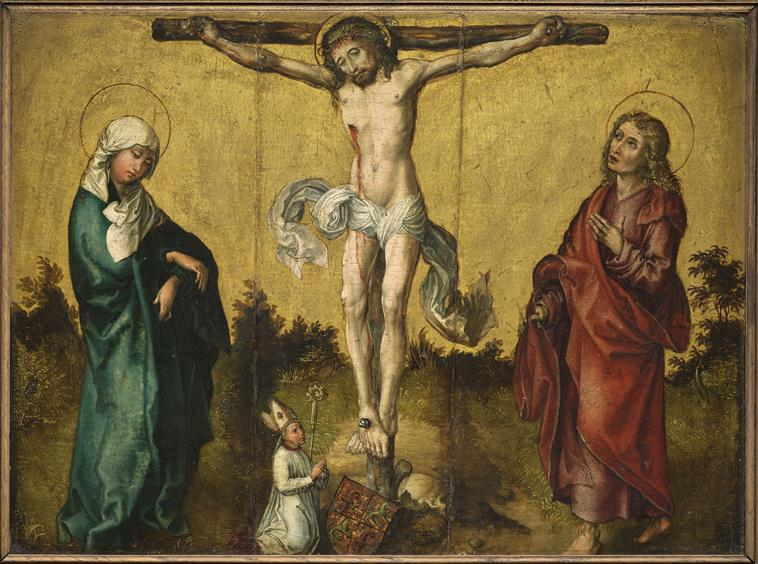
La Crucifixion avec la Vierge, saint Jean et un donateur, attribuée à Albrecht Dürer.

Le musée présente une série de tableaux peints par des primitifs d’Europe du Nord, ce sont les tableaux les plus anciens du musée et ils datent pour la plupart des XVe et XVIe siècles et sont anonymes ; leurs thèmes sont religieux :
- L’Annonciation et la Nativité, école allemande de la fin du XVe siècle ;
- La Flagellation, par le Maître de la Crucifixion de Blauberen, milieu du XVe siècle ;
- La Crucifixion, attribué à Albrecht Durër, fin du XVe siècle ;
- La Déploration, d'un peintre maniériste anverois, vers 1510 ;
- Le Martyre des dix-mille, d'un suiveur du Maître de la Crucifixion de Blauberen, fin du XVe siècle.
- Un important triptyque, celui de la famille Booth, peint par Aartgens de Leyde représente en partie centrale la Résurrection de Lazare. Il provient de la Grande Église Saint-Jacques de La Haye. De façon somme toute assez exceptionnelle, le tableau a survécu à la « révolte des Iconoclastes ».

### Une importante collection flamande et hollandaise

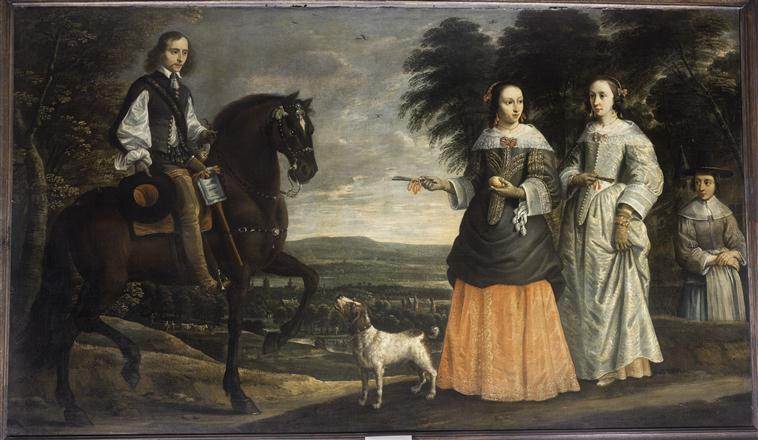
Gillis van Tilborch, La Rencontre, entre 1654 et 1675

La collectionneuse a cultivé une véritable prédilection pour l’art septentrional, surtout celui du siècle d’Or.
Quelques tableaux importants illustrent le maniérisme qui s’est développé en Flandres et en Hollande, tels la « Madeleine en prière » attribuée à Jean Massys ou les « Vierges sages et vierges folles » de l’anversois Maerten de Vos (1532-1603) aux coloris précieux et aux formes élégantes et contournées.
Une des œuvres majeures de Salomon van Ruysdael (1602-1670) intitulée « Ruines de l’abbaye d’Egmond » figure dans la collection, et aussi l'un des plus beaux tableaux d’Emanuel de Witte (1617-1692), « Intérieur d’église imaginaire aux moines », dont le rendu subtil de la lumière restitue l’atmosphère de silence de cette peinture de dévotion.
L’un des ensembles représentatifs de la collection hollando-flamande est celui des natures mortes, qui illustre les différentes tendances du genre et ses évolutions. Se succèdent des natures mortes à la fois raffinées et austères reflétant le goût calviniste (œuvre de Pieter de Putter (en)) et d’autres plus exubérantes des catholiques du Sud (Nicolas van Veerendael). Le tableau de Matthias Withoos (1627-1703) « Mors omnia vincit », a une symbolique complexe.
Un tableau auquel Jan I Brueghel (dit de Velours, 1568-1625) semble avoir mis la première main, intitulé « Allégorie du goût », retient l'attention par la précision et la variété des objets représentés.

### École italienne

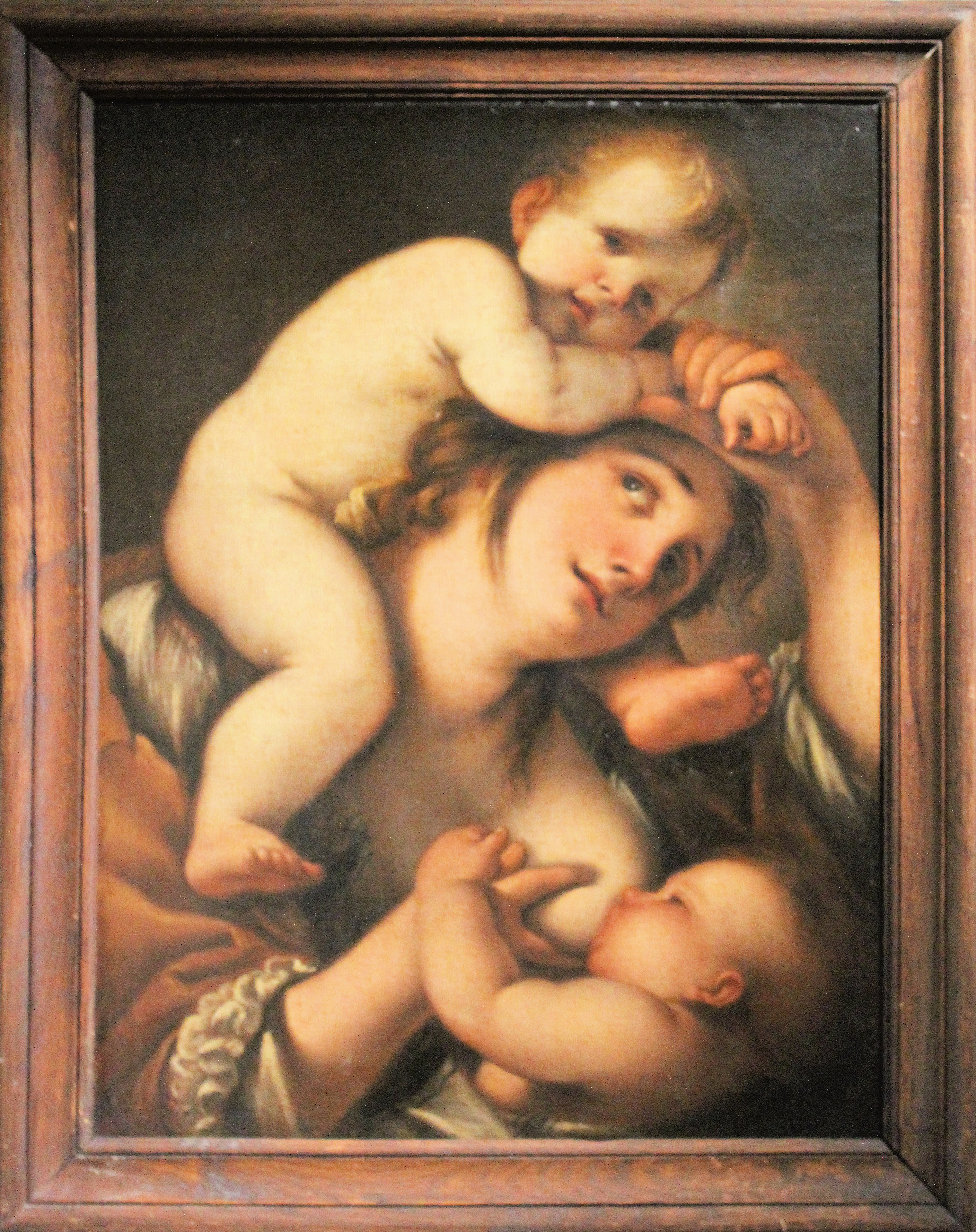
Alessandro Varotari, La Charité

Un peintre primitif italien de la fin du XVe siècle, Gandolfino d’Asti (actif vers 1493-1510), nous fait découvrir une Annonciation en deux tondo représentant respectivement l’ange Gabriel et la Vierge.
Le musée présente aussi une collection d’œuvres italiennes des XVIIe et XVIIIe siècles, avec une Annonciation vénitienne due à Simone Peterzano (1549-1596), et une « Mort de la Vierge » de Luca Giordano (1634-1705).
Du XVIIIe siècle, une paire de caprices du peintre vénitien Jacopo Marieschi (1711-1794) - « Monuments en ruines » et « Vue d’une ville italienne » - illustrent ce genre très prisé des amateurs.

### École française
La collection de peintures françaises s’étend des XVIIe au XIXe siècles et touche à plusieurs genres différents. Par exemple un contemporain des frères Le Nain, Jean Michelin (1616-1670), présente un « Marché aux volailles » au charme populaire.
Claude Déruet (1588-1660), peintre des ducs de lorraine, offre une couple de scènes de batailles des Amazones contre les Grecs. Avec précision, le peintre réussit à rendre le fracas de l’assaut dans des petits formats.
On trouve également des marines du XVIIIe siècle, dont « le Naufrage » et la « Vue d’un port » de Charles-François Grenier de Lacroix, dit Lacroix de Marseille (v. 1700-v. 1779). Ces tableaux tendent à reprendre le style d’une série de toiles sur les ports de France commandée par le surintendant Marigny.

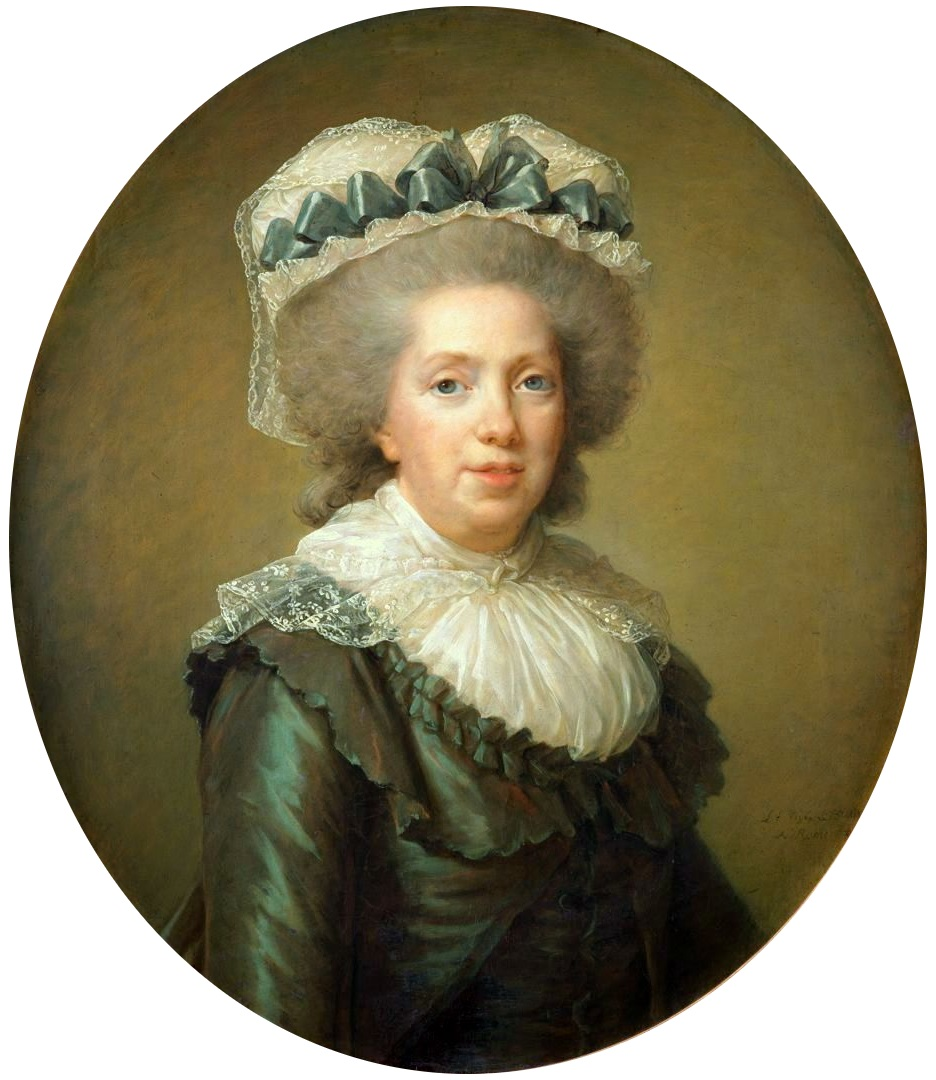
Élisabeth Louise Vigée Le Brun, Madame Adélaïde de France, 1791

Le « Panier de prunes » de Pierre Dupuis (1610-1682) surprend et étonne. Sa technique picturale virtuose et sa précision laissent s'exprimer un charme et un réalisme intemporel. Le « Paysage aux grands arbres » de Jean-Victor Bertin (1767-1842), quant à lui, annonce les maîtres du XIXe siècle peignant d’après-nature. Le grand paysage de Georges Michel (1763-1843) est proche de l’école de Barbizon.
Parmi les rares portraits, signalons le portait de Madame Adélaïde, grand- tante de Louis XVI, alors que celle-ci est en exil, par Elisabeth Vigée-Lebrun (1755-1842).
Enfin il faut citer des tableaux énigmatiques, tels la « Grotte du Pausilippe à Naples » d’Hubert Robert (1733-1808) ou l’anonyme « L’Oiseau mort », à la symbolique sentimentale dans le style de Greuze.

### Archéologie locale
Le musée présente un petit département d’archéologie locale tout à fait intéressant dont la plupart des pièces proviennent d’une localité proche, Versigny. Ses pièces couvrent une large période, allant de la Préhistoire au Haut Moyen-âge.
Plusieurs pièces de l’époque paléolithique, dont des mâchoires de primigenius et des cornes d’aurochs sont visibles. Les armes découvertes se divisent en deux catégories, des bifaces et bola des paléolithiques moyen et inférieur et des haches polies du néolithique moyen.
Un bel exemple de haches polies emmanchées sur du bois de cerf, datant du néolithique final est présenté.
On trouve des armes d’époque un peu plus tardives, comme des haches en cuivre du Chalcolithique ainsi qu’un ensemble complet d’armes de l’âge du bronze.
L’Antiquité gallo-romaine est largement représentée dans les collections avec des monnaies romaines, certaines, tardives présentent un échantillonnage intéressant de pièces d’empereurs gaulois. Les céramiques très présentes montrent une forte romanisation du territoire, avec des poteries sigillées et des poteries plus communes : assiettes, marmite... Des poteries sigillées tardives témoignent de la décadence de l’industrie gallo-romaine à partir du IIIe siècle de notre ère.
De l’héritage gallo-romain de la région nous viennent de petites pièces de bronze : avec des bijoux (dont une intéressante bague-clef), des fibules à décor géométriques ou animaliers, des lettres d’inscriptions et des figurines en bronze. Parmi ses figurines, on remarque une représentation très rare d’un cruppelarius (gladiateur équipé d’armes gauloises) qu’on ne connaît guère autrement que par les textes latins (Tacite).
La collection s'achève avec la période mérovingienne est la dernière représentée avec un ensemble d’armes : fers de lance, hache à douille, scramasaxes. On trouve également des poteries en provenance des fouilles de la collégiale Saint Montain, accompagnées du mobilier d’une tombe mérovingienne : collier et bague, cloche, brûle-parfums et petits vases.

## Le musée aujourd'hui

### Disposition
Le musée présente ses collections sur trois niveaux :
- au rez-de-chaussée, la collection archéologique,
- au 1er étage, une salle de primitifs, une salle consacrée au maniérisme hollandais et une autre à la peinture du XVIIe siècle aux Pays-Bas,
- au 2e étage, une salle est consacrée aux peintures italiennes, des salles latérales sont destinées aux petits maîtres flamands et hollandais, et la salle principale est dévolue aux peintures françaises.

### Activités
Le musée est très actif dans le prêt d’œuvres à d’autres établissements dans le cadre d’expositions temporaires.
Le musée oriente aussi ses visites vers de jeunes visiteurs par le biais d’un service pédagogique actif proposant des activités aux groupes scolaires, principalement du cycle primaire, autour de leur interprétation des œuvres visibles au musée.